# Punchdrunk
Punchdrunk — це британська театральна компанія, заснована у 2000 році Феліксом Барретом.
Компанія, відома як піонер імерсивного театру, створила новаторський формат, у якому глядачі стають активними учасниками вистави. Кожен отримує індивідуальний досвід, який не повторюється в інших, адже глядачі самі вирішують, які сцени переглядати та якими маршрутами рухатися. Формат має спільний риси з прогулянковим театром, проте глибше залучає аудиторію, використовуючи різноманітні засоби занурення. Компанія здобула міжнародне визнання завдяки своїм унікальним постановкам, що поєднують класичні тексти, фізичну гру, інноваційний дизайн і незвичайні локації.

## Історія
Punchdrunk була заснована Феліксом Барреттом після завершення його навчання за спеціальністю «Драма» в Університеті Ексетера, де він почав експериментувати з ідеями театру, що виходить за межі традиційної сцени. Ще студентом Барретт захопився можливістю створення атмосферних, інтерактивних світів, які б залучали глядачів до дії, а не залишали їх пасивними спостерігачами. У 2000 році він об'єднав групу однодумців, серед яких були майбутні ключові учасники компанії, такі як художній продюсер Колін Найтінгейл і хореографиня Максін Дойл, щоб реалізувати своє бачення. Перші проєкти компанії, такі як «Вишневий сад» та «Місячний раб», були скромними за масштабом, але вже демонстрували амбіцію компанії переосмислити театральний досвід. У наступні роки Punchdrunk поступово розширювала свою діяльність, переходячи від невеликих експериментальних постановок у Лондоні до масштабних проєктів, які привернули увагу міжнародної аудиторії.
У 2015 році був створений підрозділ Punchdrunk International, що дозволив компанії вийти на світовий рівень із комерційними виставами, такими як довготривалий успіх «Sleep No More» у Нью-Йорку. Цей етап став поворотним, закріпивши репутацію Punchdrunk як лідера іммерсивного театру.

## Стиль та особливості
У типових постановках Punchdrunk глядачі мають можливість вільно пересуватися в просторі, який іноді сягає розмірів п'ятиповерхового промислового складу. Вони можуть або слідкувати за акторами та сюжетними лініями (зазвичай одночасно розгортається кілька додаткових історій), або ж просто занурюватися у світ вистави, сприймаючи її як масштабну арт-інсталяцію.
Маски — ще одна знакова риса творчості Punchdrunk. За словами Фелікса Барретта: «коли ми запровадили маски, усі бар'єри миттєво зникли: люди відчули свободу завдяки своїй анонімності, що дало їм можливість без остраху досліджувати простір і глибоко зануритися у світ довкола».
Сцени Punchdrunk часто безмовні, спираючись на фізичну гру, хореографію та звуковий дизайн, що підсилює кінематографічне враження. Кожна постановка — це ретельно продуманий світ із тисячами деталей: від старих листів і фотографій до запахів і текстур, що оживляють простір. Цей підхід вимагає тісної співпраці між режисерами, дизайнерами, акторами та технічними командами, що робить Punchdrunk прикладом колективної творчості на найвищому рівні. Саме тому колішній державний секретар з питань культури Джеймс Пурнелл охарактеризував Punchdrunk як втілення «доступності та досконалості» в сучасному британському театрі.

## Відомі постановки
«Sleep No More» (2011 — дотепер): адаптація «Макбета» Шекспіра у стилі нуар, що стала культовою постановкою в Нью-Йорку. Вистава отримала численні нагороди та визнання як один із визначних моментів у розвитку імерсивного театру.
«The Drowned Man» (2013—2014): масштабна постановка в Лондоні, натхненна п'єсою Георга Бюхнера «Войцек», що розгорталася на чотирьох поверхах занедбаної будівлі.
«The Burnt City» (2022): вистава про падіння Трої, поставлена у лондонському районі Вулвіч, яка перенесла глядачів у паралельний футуристичний світ.
Окрім театральних проєктів, Punchdrunk співпрацювала з відомими брендами та медіа, зокрема з HBO (телесеріал «The Third Day», 2020), Rihanna, Louis Vuitton та іншими, розширюючи свій вплив на музику, телебачення і технології.

## Вплив та визнання
Punchdrunk здобула репутацію компанії, що переосмислює театральні норми. У 2022 році Sky Arts включив її до списку 50 найвпливовіших митців останніх 50 років поряд із Девідом Бові та Вів'єн Вествуд. Постановки компанії неодноразово відзначалися нагородами, зокрема номінацією на BAFTA за живий телевізійний проєкт «The Third Day: Autumn» (2021). Її «масочні» шоу визнані Creative Review одними з 40 моментів, що змінили культуру.

### Punchdrunk Enrichment[11]
У 2008 році Punchdrunk заснувала підрозділ Punchdrunk Enrichment, який зосередився на освітніх і соціальних ініціативах, спрямованих на взаємодію з місцевими громадами, зокрема дітьми та молоддю. Цей напрямок став логічним продовженням філософії компанії — залучати аудиторію до творчого процесу та руйнувати бар'єри між мистецтвом і повсякденним життям. Punchdrunk Enrichment працює з школами, дитячими садками та громадськими організаціями, пропонуючи іммерсивні проєкти, що стимулюють уяву, сприяють розвитку емпатії та заохочують учасників до активної творчості.
Одним із перших значних проєктів цього підрозділу стала вистава «Under the Eiderdown», створена для молодшої аудиторії. Проєкт був адаптований для різних громад Лондона, зокрема малозабезпечених районів, і став прикладом того, як театр може бути доступним і водночас глибоко особистим досвідом. Інший відомий проєкт, «Small Wonders», був орієнтований на дошкільнят і їхні родини. У цій інтерактивній постановці учасники вирушали у подорож мініатюрним світом, де кожен куточок приховував історії та можливості для творчої гри. Цей проєкт також підкреслював важливість раннього залучення до мистецтва.
Punchdrunk Enrichment співпрацює з педагогами та місцевими радами, щоб інтегрувати свої ініціативи в освітні програми. Наприклад, проєкти на кшталт «The Lost Lending Library» перетворюють шкільні бібліотеки на магічні простори, де учні стають співавторами історій. Такі ініціативи не лише популяризують театр серед молодшого покоління, але й допомагають розвивати навички співпраці, критичного мислення та самовираження. За роки існування підрозділ реалізував десятки проєктів у Великій Британії, зокрема в Тоттенгемі, Саутварку та інших районах, демонструючи відданість компанії соціальній інклюзії.

## Сучасність
Станом на березень 2025 року Punchdrunk залишається одним із лідерів у сфері імерсивного театру, продовжуючи розширювати свої горизонти як у Великій Британії, так і за її межами. Компанія базується в Лондоні, однак її діяльність охоплює міжнародні ринки, включно зі США, Китаєм і країнами Європи. Останні роки ознаменувалися для компанії поглибленням співпраці з цифровими платформами та медіа. Наприклад, після телевізійного проєкту «The Third Day» (2020) у партнерстві з HBO, Punchdrunk почала досліджувати можливості гібридних форматів, де живі виступи поєднуються з онлайн-трансляціями та інтерактивними елементами. Це дозволяє залучати ширшу аудиторію, яка не має змоги відвідати фізичні локації.
Паралельно Punchdrunk Enrichment продовжує розширювати свою діяльність, зосереджуючись на підтримці громад. У 2023—2024 роках підрозділ запустив низку ініціатив для шкіл у сільських районах Великої Британії, спрямованих на відновлення доступу до мистецтва після скорочення фінансування культурних програм. Ці проєкти отримали позитивні відгуки від педагогів і місцевих органів влади, підкреслюючи соціальну значущість роботи компанії.
Punchdrunk також залишається активним учасником культурного діалогу, беручи участь у фестивалях, конференціях і колабораціях із сучасними митцями. Її вплив на театральну індустрію визнаний на міжнародному рівні. У 2025 році Punchdrunk готується відзначити 25-річчя своєї діяльності.